# 6074 Bechtereva
6074 Bechtereva è un asteroide della fascia principale. Scoperto nel 1968, presenta un'orbita caratterizzata da un semiasse maggiore pari a 2,3918409 au e da un'eccentricità di 0,2169501, inclinata di 1,57025° rispetto all'eclittica.
L'asteroide è dedicato alla neuroscienziata russa Natal'ja Petrovna Bechtereva.